# Quantic Dream
Quantic Dream — французька компанія, що займається розробкою та випуском відеоігор, розташована в Парижі, заснована 1997 року. Компанія також підтримує motion capture-сервіс для фільмів та індустрії відеоігор.

## Історія
Перший проєкт студії, квест The Nomad Soul, був випущений 1999 року для Microsoft Windows та Dreamcast. Музику для гри написав відомий актор та музикант Девід Бові. Потім Quantic Dream почала розробляти Quark, але створення гри незабаром зупинили. Наступні два роки співробітники компанії багато працювали над поліпшенням виробничої інфраструктури, яку вони почали використовувати у Quark.
2002 року Quantic Dream офіційно оголосила про початок розробки Fahrenheit (в Північній Америці відома як Indigo Prophecy), першої гри, в якій використовується їхня власна технологія «інтерактивне кіно» (схожа з «вільним» жанром гри Shenmue), яка дозволяє гравцям проходити через складну, багатоваріативну сюжетну лінію, засновану на прийнятті рішень, що дозволило авторам створити більше, ніж просто одновимірну історію. Fahrenheit також була їхньою першою грою, яка отримала всесвітнє визнання критиків, заробила безліч нагород та номінацій ще до релізу та була відзначена найвищими оцінками від усіх головних ігрових видань. За даними офіційному сайту Quantic Dream, з моменту релізу Fahrenheit у всьому світі продано понад 800000 екземплярів гри.
2005 року Quantic Dream анонсувала два нових проєкти: Heavy Rain і Omikron 2. Обидві гри орієнтовані на консолі нового покоління, особливо на PlayStation 3. Heavy Rain вже отримала позитивні оцінки за ігрову графіку.
На ігровій виставці Electronic Entertainment Expo 2012 компанія представила одну з двох своїх ігор. Проєкт отримав назву Beyond: Two Souls, як і Heavy Rain, він став ексклюзивом для PlayStation 3, жанр також залишився колишнім — інтерактивне кіно. Гра вийшла 8 жовтня 2013 року на PlayStation 3 в Північній Америці, 9 жовтня 2013 року в Австралії, 11 жовтня 2013 року в Європі і 17 жовтня 2013 в Японії.
16 червня 2015 року було оголошено про те, що студія працює над перевиданням ігор Heavy Rain та Beyond: Two Souls на PlayStation 4.
Комерційний успіх останніх проєктів студії дозволив Quantic Dream стати також і видавцем відеоігор, про що повідомило керівництво в лютому 2020-го року. З розширенням можливостей компанії, видавничий підрозділ очолюватиме другий виконавчий директор компанії Гійом де Фондомьє. В офіційній заяві було заявлено, що рішення про створення видавничих потужностей дозволить компанії приймати рішення у повній незалежності, враховуючи технологічні та стратегічні можливості, пов'язані з виходом платформ наступного, дев'ятого покоління. Компанія планує займатися випуском не лише власних відеоігор, а й допомагатиме іншим розробникам, вкладаючи в них гроші та ресурси, щоб вони могли повною мірою розкрити свої таланти. Про плани компанії почати займатися й випуском відеоігор стало відомо ще влітку 2019-го під час тогорічного San Diego Comic-Con, де засновник компанії Девід Кейдж розповідав, що Quantic Dream не хоче зупинятися у розвитку, а прагне відкривати та досліджувати інші шляхи досягнення власних цілей, зокрема ставши видавцем.

## Розроблені відеоігри
| Назва                 | Рік  | Платформи              | Видавник                    |
| --------------------- | ---- | ---------------------- | --------------------------- |
| The Nomad Soul        | 1999 | Windows                | Eidos Interactive           |
| The Nomad Soul        | 2000 | Dreamcast              | Eidos Interactive           |
| Fahrenheit            | 2005 | Windows, PlayStation 2 | Atari, Inc.                 |
| Fahrenheit            | 2007 | Xbox 360               | Atari, Inc.                 |
| Heavy Rain            | 2010 | Windows, PlayStation 3 | Sony Computer Entertainment |
| Beyond: Two Souls     | 2013 | Windows, PlayStation 3 | Sony Computer Entertainment |
| Detroit: Become Human | 2018 | Windows, PlayStation 4 | Sony Computer Entertainment |
| Star Wars Eclipse     | TBA  | TBA                    |                             |

## Motion Capture
- Безсмертні: Війна світів